# Reinhardt Lindner
Reinhardt Lindner (* 26. März 1945) ist ein ehemaliger deutscher Fußballspieler. Der Offensivspieler lief im Laufe seiner Karriere für mehrere Berliner Klubs unter anderem in der Stadtliga Berlin sowie der zweitklassigen Regional- und 2. Bundesliga auf.

## Sportlicher Werdegang
Lindner rückte als Teenager in die Wettkampfmannschaft des SC Tegel auf, der nach Gewinn der Meisterschaft in der Amateurliga Berlin – inklusive anschließendem Titeltriumph in der Deutschen Amateurmeisterschaft 1962 – in der Stadtliga Berlin als höchster Spielklasse auf Bundesebene antrat. In der Spielzeit 1962/63 gewann der Neuling lediglich fünf seiner 27 Saisonspiele und stieg als Schlusslicht nicht nur wieder ab, sondern wurde dabei in die nunmehr drittklassige Amateurliga Berlin zurückgereicht. 1965 schaffte er mit der Mannschaft den Aufstieg in die Regionalliga Berlin, abermals stieg er mit dem Liganeuling – am Ende der Spielzeit 1965/66 fehlte als Drittletzter bei besserer Tordifferenz ein Punkt auf Mitaufsteiger Lichterfelder SU zum Klassenerhalt – zum Saisonende ab.
Im Sommer 1966 wechselte Lindner innerhalb der zweitklassigen Regionalliga zu Hertha BSC, der Bundesligazwangsabsteiger von 1965 hatte mit 29 Siegen aus 30 Spielen die Spielzeit dominiert, war aber in der Aufstiegsrunde zur Bundesliga hinter Fortuna Düsseldorf und dem FK Pirmasens geblieben. In den folgenden beiden Spielzeiten setzte er die Dominanz in der Berliner Regionalliga mit 28 bzw. 26 Saisonsiegen bei jeweils nur einer Saisonliga mit dem Klub fort, aber erst 1968 gelang die Rückkehr in die deutsche Beletage. Dabei hatte er in den fünf Spielen der Aufstiegsrunde, in denen er mitgewirkt hatte, zwei Tore – darunter der entscheidende Treffer zum 3:2-Auswärtssieg beim FC Bayern Hof – erzielt. War er anfangs unter Trainer Helmut Kronsbein Stammspieler gewesen, war er nunmehr häufig in der Mannschaft um Werner Ipta, Reinhold Adelmann, Hans-Joachim Altendorff und Dieter Krafczyk nur noch Ergänzungs- und Einwechselspieler. Nachdem der Klub zudem im Sommer 1968 Franz Brungs vom 1. FC Nürnberg verpflichtet hatte, verließ er Hertha BSC trotz Erstligaaufstiegs.
Lindner spielte fortan in der Offensive des Regionalligaklubs Wacker 04 Berlin. In der Spielzeit 1970/71 wurde er mit der Mannschaft hinter Tasmania Berlin Vizemeister und kam erneut in der Aufstiegsrunde zur 1. Bundesliga zum Einsatz. Beide Berliner Klubs waren dort in ihren jeweiligen Gruppen als Tabellenletzte chancenlos, trotz zwei Toren von Lindner in der gesamten Aufstiegsrunde reichte es nur zu einem Sieg beim 3:2-Heimerfolg über den Rekordmeister und letztlich Tabellenvorletzten 1. FC Nürnberg durch Tore von Manfred Kipp, Peter Heinrich und Dieter Pannewitz bei zwei Gegentreffern von Rudolf Kröner. Im Folgejahr gewann der Klub die Berliner Meisterschaft, bis 1974 folgten jeweils zwei Vizemeisterschaften – regelmäßig blieb Lindner mit der Mannschaft in der Aufstiegsrunde jedoch wie den meisten anderen Berlinern Klubs nur ein hinterer Platz vergönnt, teilweise gab es auch herbe Niederlagen wie 0:4- und 0:5-Niederlagen gegen Rot-Weiss Essen und ein 1:6 gegen SV Röchling Völklingen sowie ein 0:6 gegen Kickers Offenbach im Sommer 1972 oder sogar eine 1:9-Schlappe gegen den 1. FC Nürnberg im Sommer 1974. Dennoch qualifizierte sich Lindner mit der Mannschaft damit im Sommer 1974 für die neu eingeführte 2. Bundesliga. Hinter Wolfgang John und Horst Lunenburg belegte er unter den Trainern Peter Velhorn und dessen Nachfolger ab Januar Željko Čajkovski mit sieben Treffern in der Auftaktspielzeit 1974/75 vereinsintern den dritten Platz in der Torschützenliste und schaffte mit dem Klub den Klassenerhalt in der Nordstaffel. Auch in der folgenden Saison war er Stammspieler, unter dem als Trainer in den sechs letzten Saisonspielen einspringenden Altendorff, der den entlassenen Georg Gawliczek ersetzt hatte, gelang der Klassenerhalt. Klaus Basikow übernahm im Sommer 1976 als neuer Trainer und setzte ebenfalls in weiten Strecken auf Lindner als Routinier, nach drei Spielzeiten in der 2. Bundesliga verpasste die Mannschaft jedoch den Klassenerhalt. An der Seite von Bernd Fetkenheuer, Rainer Liedtke, Peter Bien, Manfred Leumann und Serge Racine blieb er mit der Mannschaft in der Oberliga-Spielzeit 1977/78 ohne Niederlage und überflügelte in der anschließenden Aufstiegsrunde zur 2. Bundesliga mit einem 1:0-Erfolg über den OSV Hannover am letzten Spieltag den Konkurrenten zum direkten Wiederaufstieg – dabei hatte er jedoch nur vier Ligapartien bestritten. In der Spielzeit 1978/79 war ihm beim 2:1-Auftakterfolg gegen den VfL Osnabrück der erste Saisontreffer für seinen Klub vergönnt, trotz insgesamt fünf Treffern in 30 Saisonspielen verpasste er mit dem Verein jedoch als Tabellenschlusslicht den Klassenerhalt – aufgrund der Lizenzentzüge für Westfalia Herne und den FC St. Pauli war man der einzige sportliche Absteiger der Spielzeit. Mindestens bis zum Abstieg aus der drittklassigen Oberliga am Ende der Spielzeit 1980/81 lief er noch für Wacker auf.